# Елоа
Елоа (фр. Eloyes) насеље је и општина у североисточној Француској у региону Лорена, у департману Вогези која припада префектури Епинал.
По подацима из 2011. године у општини је живело 3277 становника, а густина насељености је износила 261,95 становника/km². Општина се простире на површини од 12,51 km². Налази се на средњој надморској висини од 387 метара (максималној 781 m, а минималној 361 m).

## Демографија
| 1962. | 1968. | 1975. | 1982. | 1990. | 1999. | 2011. |
| ----- | ----- | ----- | ----- | ----- | ----- | ----- |
| 3.017 | 3.009 | 3.277 | 3.329 | 3.152 | 3.256 | 3.277 |

График промене броја становника у току последњих година